# Kékfarkú bőröndhal
A kékfarkú bőröndhal (Ostracion cyanurus) a csontos halak (Osteichthyes) főosztályának a sugarasúszójú halak (Actinopterygii) osztályába, ezen belül a gömbhalalakúak (Tetraodontiformes) rendjébe és a bőröndhalfélék (Ostraciidae) családjába tartozó faj.

## Előfordulása
A kékfarkú bőröndhal az Indiai-óceán nyugati részén él. A Vörös-tengerben, az Ádeni-öbölben és a Perzsa-öbölben helyettesíti a pettyes bőröndhalat (Ostracion meleagris).

## Megjelenése
Ez a halfaj legfeljebb 15 centiméter hosszú.

## Életmódja
A kékfarkú bőröndhal trópusi, tengeri halfaj, amely a közepes sűrűségű korallzátonyokat kedveli. Magányosan él, a búvóhelye közelében.